# Tram de Barcelona
TRAM és el nom comercial del tramvia de Barcelona, i que fa servei dins de l'Àrea Metropolitana de Barcelona, conformat per sis línies en dues xarxes inconnexes: Trambaix (T1, T2 i T3) i Trambesòs (T4, T5 i T6).
Ambdós serveis transcorren per un total de 9 municipis i sumen 29,2 quilòmetres de longitud, sis línies, 56 parades, 11 intercanviadors i una flota de 41 tramvies. La freqüència, entre les 7 i 22 hores, varia des d'un mínim de 4-5 minuts, al tronc comú de les tres línies del Trambaix, fins als 8-12 minuts, del Trambesòs.

Mapa del tramvia de Barcelona

## Història del tram
Vegeu també: Història del tramvia a Barcelona.
El 1987 es va crear l'Entitat Metropolitana del Transport (EMT), que va començar a estudiar la possibilitat de posar en marxa una línia de tramvia o metro lleuger en superfície que cobrís el corredor Avinguda Diagonal - Baix Llobregat. Es van fer diversos estudis i projectes sobre la reintroducció del tramvia, i finalment el 1997 es va encarregar a l'Agència Barcelona Regional la redacció del projecte en el corredor Diagonal - Baix Llobregat.
L'Autoritat del Transport Metropolità (ATM) es va crear el 1997 i es va incorporar a la direcció i seguiment del projecte. Poc temps després la Generalitat de Catalunya i l'EMT van delegar a l'ATM les competències i obligacions relatives a la planificació, ordenació i concessió del sistema de tramvia. L'ATM va adjudicar les obres de la construcció del tramvia Diagonal - Baix Llobregat (Trambaix) l'any 2000 al consorci liderat per Alstom i CC.
Pel que fa al corredor Sant Martí - Besòs (Trambesòs), va formar part del mateix projecte de reintroducció del tramvia però es va decidir en dates diferents. Els primers estudis d'aquest corredor es van fer l'any 1989 i al maig del 2001 l'ATM va incloure al Pla Director d'Infraestructures 2001-2010 (PDI) la construcció del tramvia del Besòs amb un cost previst d'uns 170 milions d'euros.
Al mes de gener del 2002 l'ATM va aprovar el projecte del corredor Sant Martí - Besòs i es va adjudicar la construcció i l'explotació a Tramvia Metropolità SA (TramMet) que també havia estat l'adjudicatària del Tramvia del Baix Llobregat.

### Traçats inicials i canvis
L'any 1991 es preveia fer arribar el Trambaix en tres branques fins a Sant Feliu de Llobregat, Sant Joan Despí i Sant Boi de Llobregat, partint de Francesc Macià. Posteriorment es van presentar altres traçats possibles: un l'any 1997, un segon el 1998 i un últim per part de l'empresa TramMet l'any 2001. Hi va haver una al·legació per part de la Universitat de Barcelona perquè es fes una parada a Zona Universitària, finalment acceptada. I l'any 2002 l'ATM va comunicar als ajuntaments la intenció de deixar l'arribada a Sant Feliu per a una altra fase, la qual va rebutjar l'alcalde d'aquesta població.
El traçat de la primera fase de construcció fou finalment l'actual, organitzat en tres rutes entre Francesc Macià i Bon Viatge; Macià i Sant Martí de l'Erm (ara Llevant - les Planes); i entre Macià i Sant Feliu | Consell Comarcal.
Al juny de 2003 el conseller de Política Territorial i Obres Públiques, Felip Puig, va avançar que després de la posada en funcionament del Tramvia del Baix Llobregat es plantejarien una segona fase cap al nord fins a Quatre Camins i cap al sud fins a l'Hospital de Bellvitge.
El traçat inicial del Trambesòs era en dues branques: des del Parc de la Ciutadella fins al Gorg (Badalona) i l'Estació de Sant Adrià, passant una per la Gran Via de les Corts Catalanes i l'altra, per l'Avinguda Diagonal.
En concret no partien exactament del mateix lloc, ja que una havia d'iniciar-se a l'Estació del Nord i l'altra des del carrer de Wellington (parada de Ciutadella | Vila Olímpica). Finalment el ramal de l'Estació del Nord no es va fer i aquesta línia s'iniciaria a Glòries. Segons el director tècnic de TramMet, Joan Carsi, "la decisió de paralitzar la construcció d'aquest ramal va ser política, no tècnica, presa per l'Ajuntament [de Barcelona], i ni l'empresa ni l'Autoritat del Transport Metropolità hi tenen cap responsabilitat".

### Unió de les dues xarxes

#### Primers estudis
El mes d'abril de l'any 2005, un any després de la posada en marxa del Trambaix i el Trambesòs, el Conseller de Política Territorial i Obres Públiques (PTOP) Joaquim Nadal, va anunciar que s'estava elaborant un estudi per unir el Tramvia del Baix Llobregat i el Tramvia del Besòs a través de l'Avinguda Diagonal. L'Ajuntament de Sant Adrià de Besòs, els veïns de la Verneda i l'Associació per a la Promoció del Transport Públic (PTP) van donar suport a l'estudi.
Unes tres-centes persones van manifestar-se als Jardinets de Gràcia per reclamar la connexió del Trambaix i del Trambesòs per la Diagonal el setembre del mateix any. La convocatòria la van organitzar el sindicat de Comissions Obreres juntament amb col·lectius de ciclistes, Barcelona Camina i la PTP.
Al mes d'octubre es van presentar dos estudis sobre la unió dels tramvies per la Diagonal. Per una part l'empresa explotadora del tramvia, TramMet, va presentar-ne un en què s'afirmava que la unió era viable. Per una altra banda es va presentar un estudi encarregat per PTP en què es valorava l'ocupació, la velocitat i la regularitat dels autobusos que passaven per la Diagonal.
En l'estudi de TramMet s'unia el tramvia per l'Avinguda Diagonal entre Francesc Macià i Glòries sense alterar el trànsit i amb una velocitat comercial de 18 km/h (similar al servei del Trambaix i el Trambesòs). Segons TramMet, només amb la unió, que seria d'uns 5 km, es podria doblar el nombre de viatgers. Segons l'estudi de PTP el cost d'explotació seria menor en tramvia que en autobús i permetria un estalvi de 9 milions d'euros anuals.
L'Ajuntament de Barcelona, però, apuntava que la incorporació del tramvia obligaria a modificar el sistema de circulació, que obligaria a donar més temps als semàfors i perjudicaria altres vies amb un important volum de trànsit; mentre que els defensors ho defensaven perquè a més permetria remodelar l'avinguda. A final d'any l'Ajuntament de Barcelona es pronunciava descartant la connexió via l'Avinguda Diagonal. Segons el regidor de Mobilitat i Seguretat, llavors Jordi Hereu, més tard alcalde de Barcelona (PSC), va manifestar que el consistori no n'era partidari perquè encabir els tramvies a 18 km/h entorpiria el trànsit de l'Eixample. Tot i això la unió apareixia al Pla Director d'Infraestructures 2001-2010 (PDI), tot i que sense especificar com. L'Ajuntament no descartava fer-ho mitjançant un túnel, però preferia construir un altre transport de més capacitat.
Cap a la fi de l'any 2006 s'incorporà al Pla d'Infraestructures de Transport de Catalunya (PITC) l'estudi de l'ampliació de la xarxa de tramvies.

#### Consulta popular
Més informació
Jordi Hereu (PSC), aleshores alcalde de Barcelona, va acceptar l'any 2008 la proposta de Jordi Portabella (ERC) de sotmetre el projecte de Tramvia per la Diagonal a consulta popular, no vinculant segons l'alcalde. Per dur-ho a terme es posaria en marxa l'Oficina del Projecte Diagonal per elaborar el primer projecte de reforma de la Diagonal i formular una proposta d'ordenació de l'avinguda en el tram entre les places de Francesc Macià i Glòries Catalanes.
La participació va ser de l'11,38% del cens, on el 79,84% dels votants (9,08% del cens) es va decantar per l'opció C ("Cap de les dues anteriors"). Aquesta opció era la que defensava CiU, mentre que el PP animava a no votar o a decantar-se per aquesta solució. L'opció A, defensada pel PSC i ICV, consistia a unir els dos tramvies per una Diagonal convertida en un bulevard, amb el trànsit rodat i el tramvia pel centre. Aquesta opció va obtenir l'aprovació de l'11,88% dels votants. Finalment, l'opció B també volia unir els tramvies, però fent de la Diagonal una rambla, on el trànsit es concentraria als laterals. Aquesta opció no comptava amb el suport de cap partit i va ser la menys votada (8,28%).

#### Repesca del projecte
El canvi de govern municipal a Barcelona el maig de 2015 torna a posar la connexió sobre la taula. El nou govern municipal juntament amb l'ATM elaboren de nou el projecte i presenten un nou estudi informatiu. Finalment, el gener de 2019, el ple municipal de Barcelona dona llum verda al projecte.
Durant el 2021 s'adjudiquen les obres de la primera fase entre les Glòries i Verdaguer, i el 7 de març del 2022 se n'inicia la construcció. Representa una longitud d'1,8 quilòmetres, i tindrà 3 parades. La inversió prevista per a aquesta primera fase és de 44,4 M€, que aniran a càrrec de la Generalitat. Es calcula que totes les obres costaran 108 M€.

## Línies
| Línia                                       | Inauguració | Darrera ampliació | Origen                      | Destinació                     | Estacions | Longitud (km) | Temps (min) | Velocitat comercial (km/h) |
|                                             | 2004¹       |                   | Francesc Macià              | Bon Viatge                     | 21        | 9,7           | 33          | 17,6                       |
|                                             | 2004¹       |                   | Francesc Macià              | Llevant - les Planes           | 24        | 11,4          | 38          | 18,0                       |
|                                             | 2004¹       | 2007              | Francesc Macià              | Sant Feliu \| Consell Comarcal | 20        | 10            | 33          | 18,2                       |
|                                             | 2004²       | 2024              | Verdaguer                   | Estació de Sant Adrià          | 13        | 6,4           | 23          | 18,2                       |
|                                             | 2006        | 2007 2024         | Ciutadella \| Vila Olímpica | Gorg                           | 16        | 8,8           | 29          | 18,4                       |
|                                             | 2008        | 2024              | Ciutadella \| Vila Olímpica | Estació de Sant Adrià          | 14        | 7,5           | 26          | 17,2                       |
| 1. 3 d'abril de 2004. 2. 8 de maig de 2004. |             |                   |                             |                                |           |               |             |                            |

Per a un inventari complet de les estacions de tramvia, vegeu la Llista d'estacions de tramvia de la regió metropolitana de Barcelona

## Trambaix
El Trambaix és la denominació que rep la xarxa del TRAM que connecta el Baix Llobregat amb Barcelona (districte de les Corts) i transporta una mitjana de 60.000 viatgers/dia feiner. Va obrir al públic el 3 d'abril del 2004 en un cap de setmana de portes obertes durant el qual la ciutadania podia fer-lo servir lliurement.
Té un total de tres rutes denominades T1, T2 i T3 que comencen el recorregut a la plaça de Francesc Macià a Barcelona i es dirigeixen cap a l'Hospitalet de Llobregat, Esplugues de Llobregat, Cornellà de Llobregat, Sant Joan Despí, Sant Just Desvern i Sant Feliu de Llobregat. La xarxa té una longitud de 15,1 km en via doble, un ample de via de 1435 mm, 29 parades i 3 intercanviadors.
Per dotar d'energia elèctrica la línia compta amb sis sots-centrals elèctriques que proporcionen una tensió de 750 volts en corrent continu. El fil de contacte és de 150 mm quadrats de secció i per sostenir-lo s'han instal·lat pals metàl·lics.
El tramvia circula per una plataforma reservada, llevat de les cruïlles amb altres vials, i d'una regulació semafòrica que el podria fer superar els 20 km/h de velocitat comercial. Actualment la mitjana de tots els serveis té una velocitat comercial de 18 km/h, per davant dels 12 km/h dels autobusos urbans, i inferior als 29 km/h del metro de Barcelona.
La primera secció del Trambaix es va inaugurar l'abril de 2004 entre Francesc Macià i Llevant - Les Planes (línies T1 i T2, amb la línia T3 fins a Montesa). El maig de 2004 entrà en servei el tram fins a Hospital Sant Joan Despí | TV3 (abans Sant Martí de l'Erm) i el gener de 2006, fins a Torreblanca. Finalment, l'abril de 2007 es prolongava fins a Sant Feliu | Consell Comarcal. El setembre de 2008 es rectificava el traçat a la parada d'Ernest Lluch (aleshores Sant Ramon).

Mapa del Trambaix.

### Recorregut
Les tres línies del Trambaix tenen un tram comú entre Francesc Macià (Barcelona) i Montesa (Esplugues). A Montesa la T3 es bifurca cap a Sant Feliu | Consell Comarcal passant per Hospital Sant Joan Despí | TV3 (abans Sant Martí de l'Erm) i pel costat del final de la T2. La T1 i la T2 comparteixen un tram des del Pedró fins a la finalització de la T1 a Bon Viatge i la T2 segueix fins a finalitzar el seu recorregut a Llevant - les Planes.

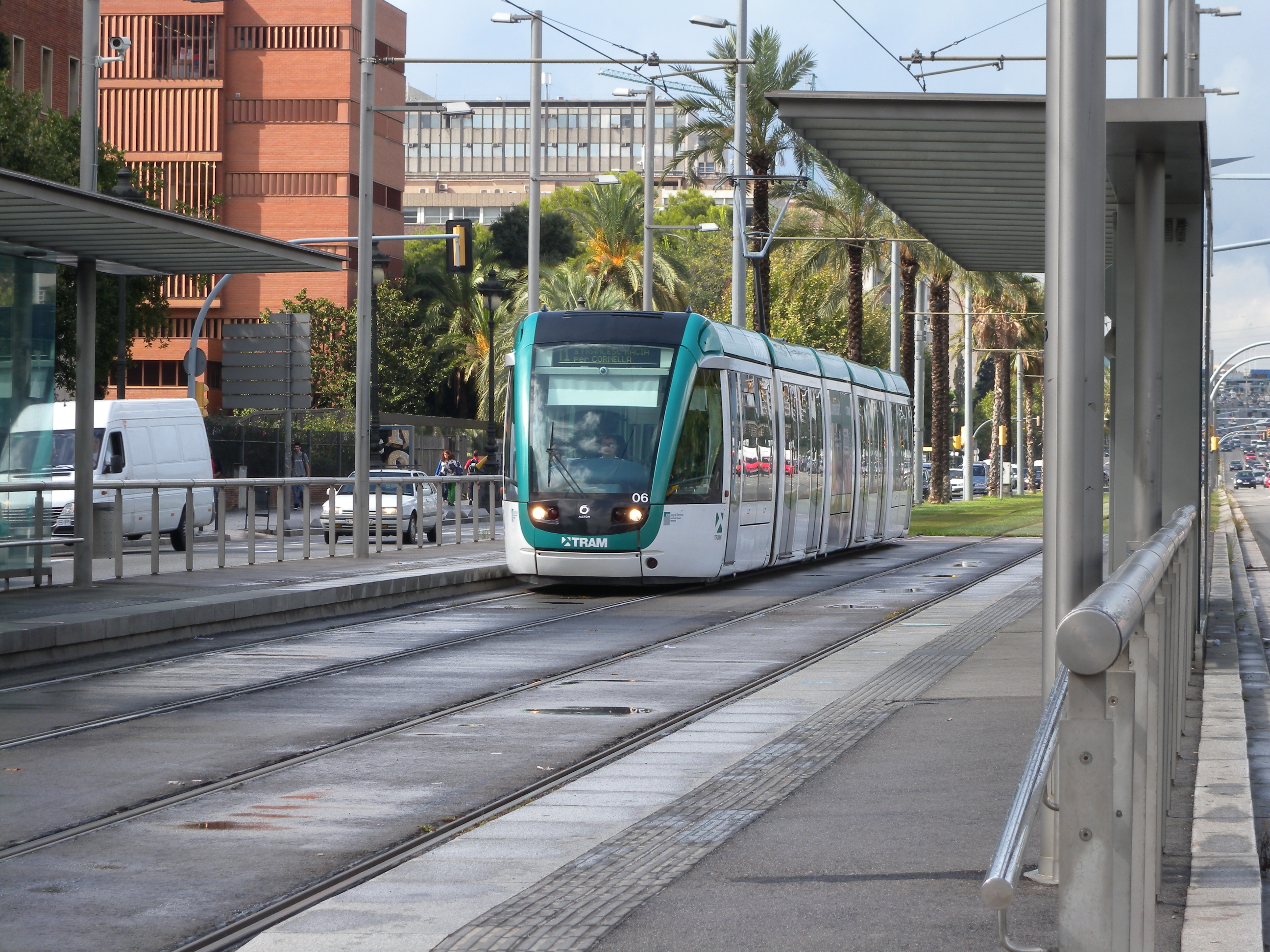
Tramvia de la línia T1 a Pius XII, Av. Diagonal.
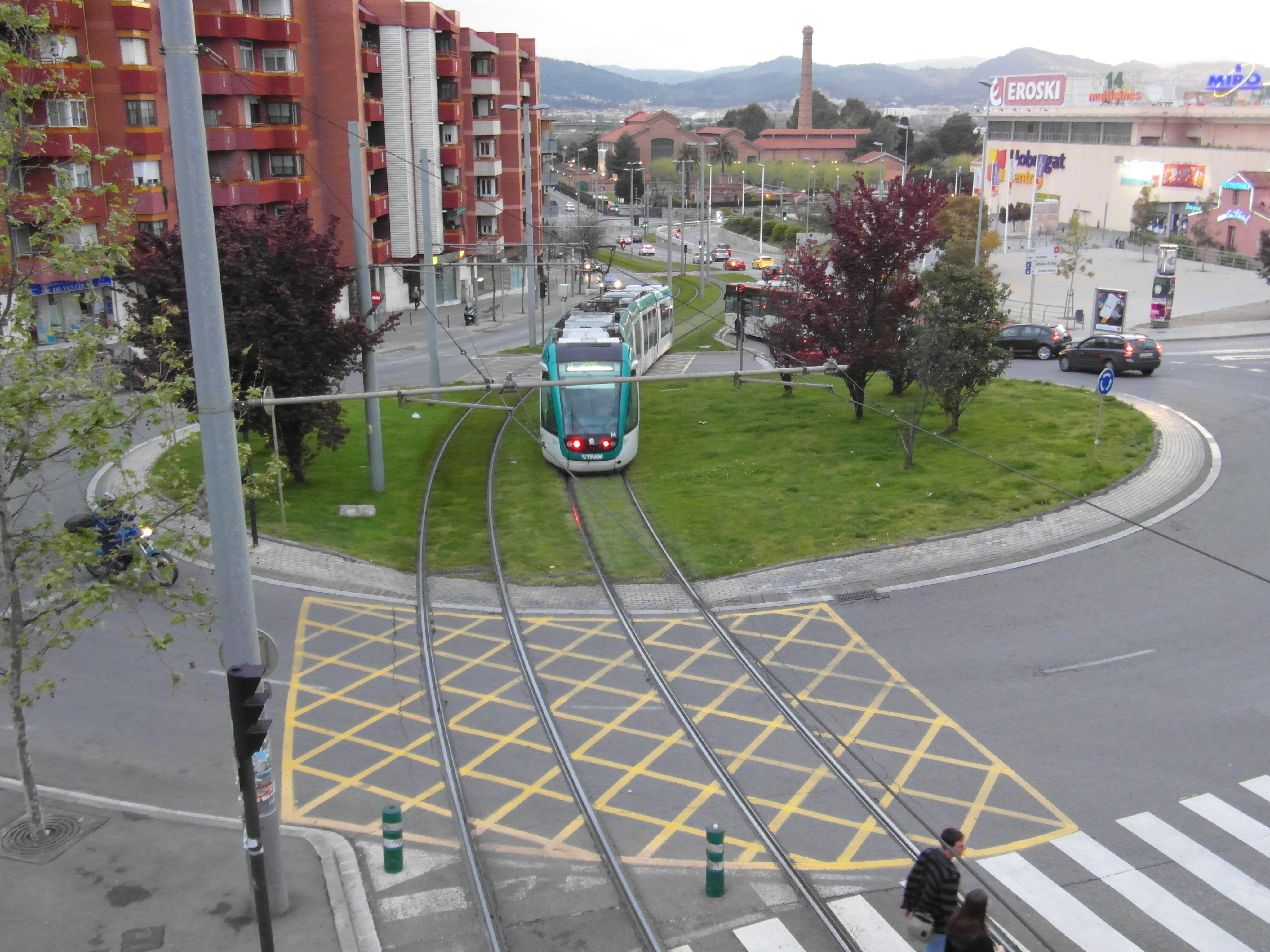
Tramvia de la T2 circulant entre Cornellà Centre i Les Aigües.
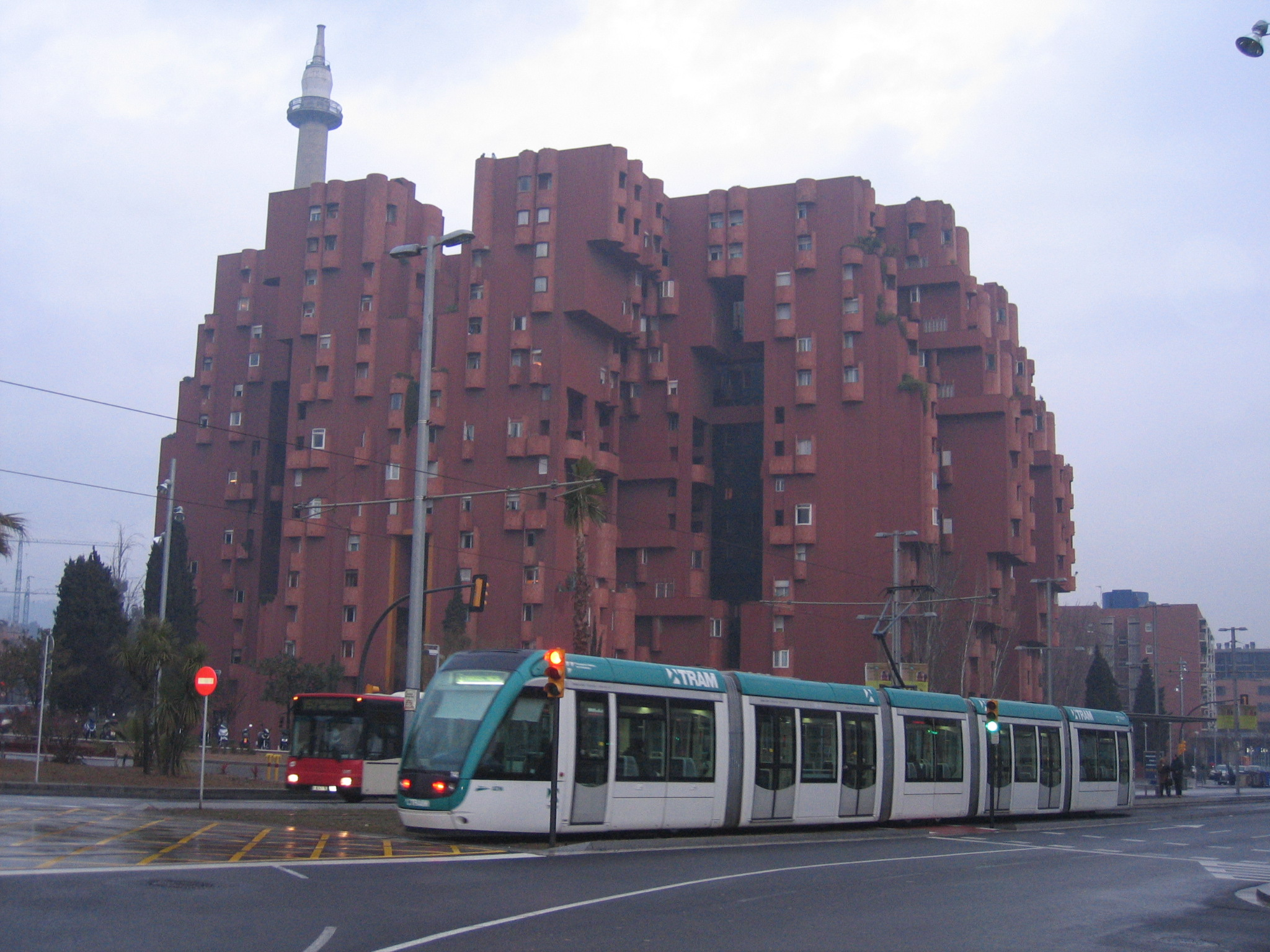
Tramvia de la T3 entrant a l'estació de Walden, Sant Just Desvern.

| Estació            | Correspondència | Línies del Trambaix | Tipus enllaç   |
| ------------------ | --------------- | ------------------- | -------------- |
| Francesc Macià     |                 |                     | proper (3min)  |
| Maria Cristina     |                 |                     | directe        |
| Palau Reial        |                 |                     | directe        |
| Zona Universitària | obres           |                     | proper (3 min) |
| Avinguda de Xile   |                 |                     | directe        |
| Ernest Lluch       |                 |                     | directe        |
| Cornellà Centre    |                 |                     | directe        |
| La Fontsanta       |                 |                     | proper (5 min) |

## Trambesòs
El Trambesòs és un tramvia que enllaça Sant Adrià de Besòs i Badalona amb la ciutat de Barcelona. Va obrir al públic el 8 de maig del 2004 i també es coneix com les línies T4, T5 i T6.
La ruta comença a Verdaguer (T4) o bé al costat del Parc de la Ciutadella de Barcelona (T5 i T6) i va en sentit Besòs arribant fins a l'estació de tren de Sant Adrià de Besòs (T4 i T6) o fins a Gorg, Badalona (T5).

Mapa del Trambesòs.

### Recorregut
Les línies del Trambesòs tenen alguns trams en comú. La ruta T4 inicia el seu recorregut a Verdaguer, segueix per la Diagonal i continua fins l'Estació de Sant Adrià. La T5 i T6 comencen a Ciutadella | Vila Olímpica, a Glòries i comparteixen recorregut per la Gran Via fins al Parc de Besòs, on es bifurquen la T5 cap Badalona fins a Gorg i la T6, gira per la bifurcació de la Mina per enllaçar amb la T4 fins l'Estació de Sant Adrià.

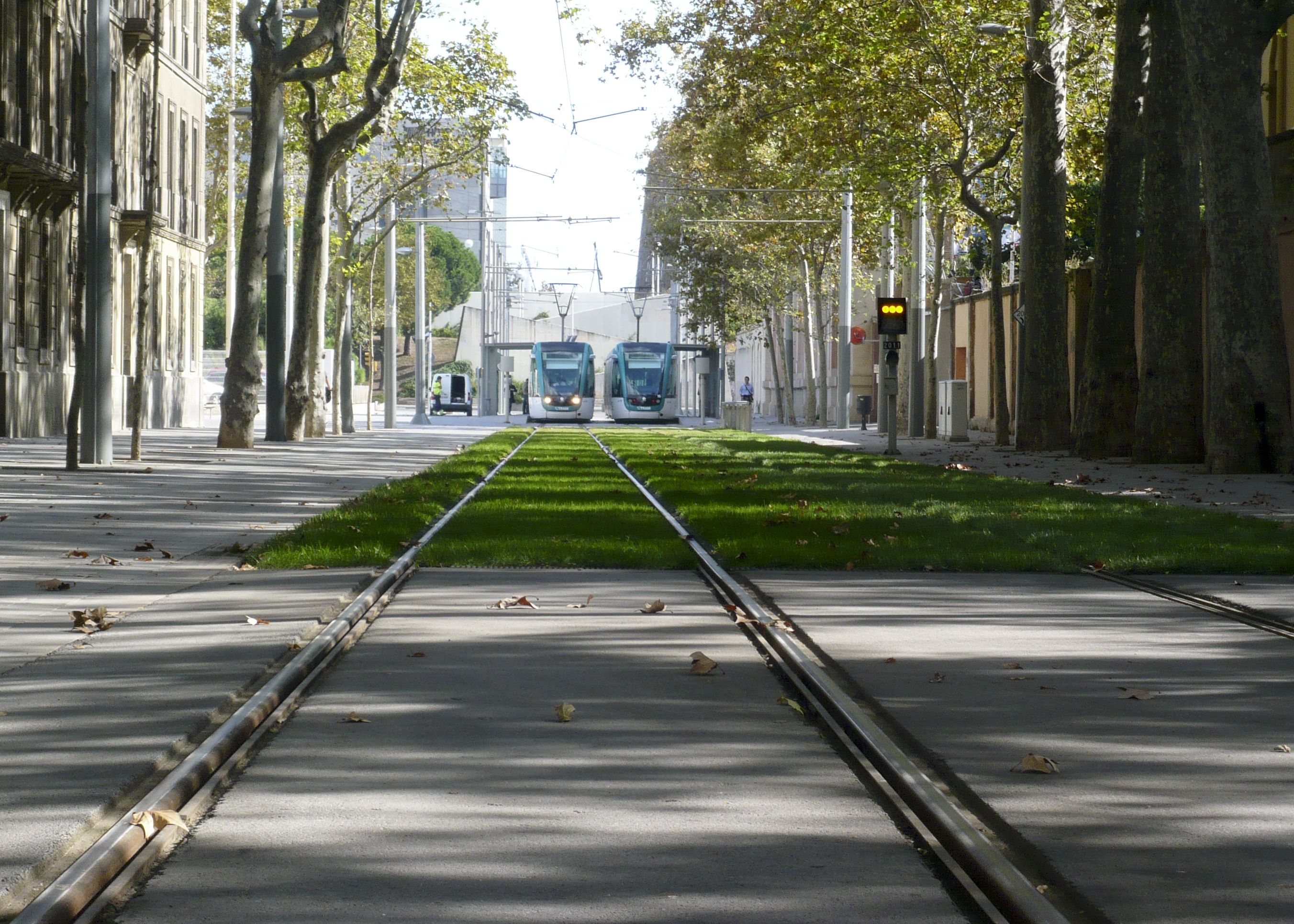
2 tramvies de la línia T4 a Ciutadella-Vila Olímpica.
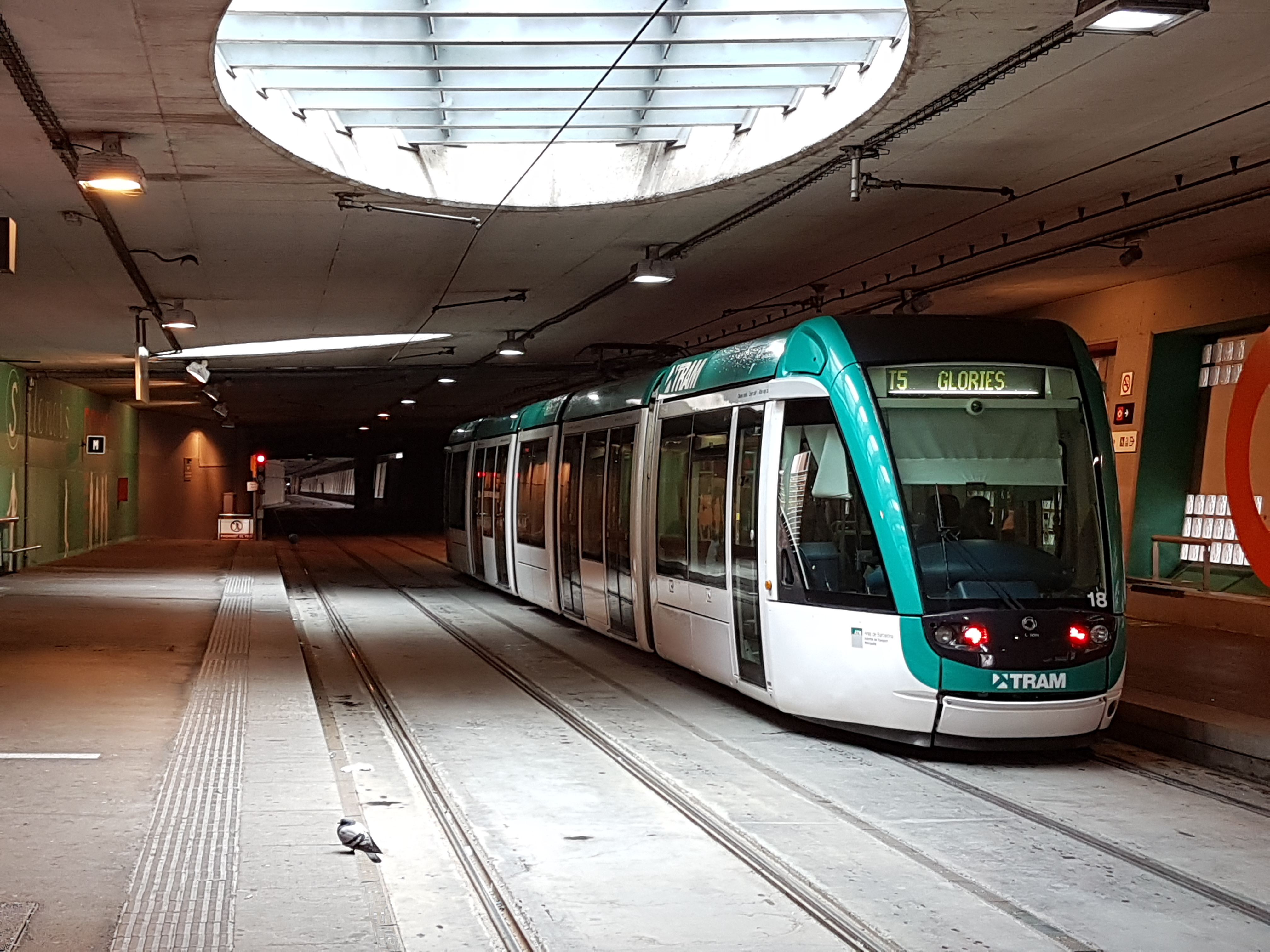
Tramvia de la línia T5 a l'estació de Besòs, a la Gran Via.
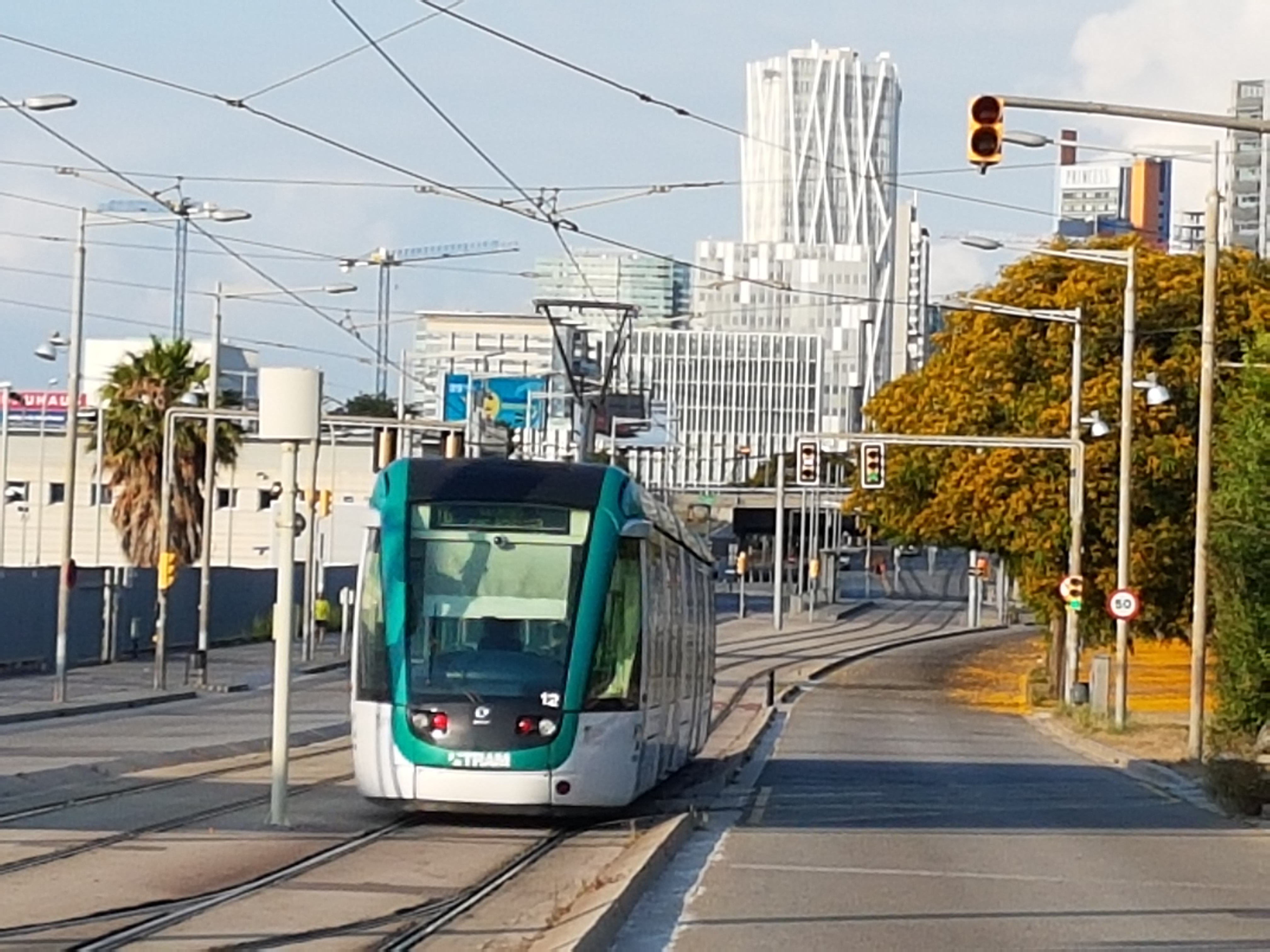
Tramvia de la línia T6 entre l'estació de Sant Adrià i Port Fòrum.

| Estació                     | Correspondència | Línies del Trambesòs | Tipus enllaç   |
| --------------------------- | --------------- | -------------------- | -------------- |
| Ciutadella \| Vila Olímpica |                 |                      | directe        |
| Marina                      |                 |                      | directe        |
| Verdaguer                   |                 |                      | directe        |
| Monumental                  |                 |                      | proper (2 min) |
| Glòries                     |                 |                      | directe        |
| Selva de Mar                |                 |                      | directe        |
| El Maresme                  |                 |                      | proper (3 min) |
| Estació de Sant Adrià       |                 |                      | directe        |
| Besòs                       |                 |                      | directe        |
| Sant Roc                    |                 |                      | directe        |
| Gorg                        |                 |                      | directe        |

## Horaris i freqüències
Els tramvies circulen entre les 5 del matí i les 12 de la nit; excepte els divendres, dissabtes i vigilies de festius, que s'allarga fins a les 2 de la matinada.
Els dies 1 de gener (Cap d'Any) i 24 de juny (Sant Joan) hi ha servei ininterromput durant tota la nit.
| Francesc Macià - Zona Universitària - Montesa                                                                                      |  | 4'       | 5'     | 7,5' 15' |
| Montesa - Cornellà Centre - Bon Viatge                                                                                             |  | 6' ¹     | 7,5' ² | 15' 30'  |
| Bon Viatge - Llevant-Les Planes |  | 12'      | 15'    | 30'      |
| Montesa - Sant Feliu-Consell Comarcal                                                                                              |  | 12'      | 15'    | 30'      |
| Verdaguer - Glòries - Estació de Sant Adrià                                                                                        |  | 8'       | 10'    | 20' 30'  |
| Ciutadella \| Vila Olímpica - Glòries - Parc del Besòs                                                                             |  | 8'       | 12' 3  | 30'      |
| Parc del Besòs - Gorg |  | 8' 16' 3 | 12' 3  | 30'      |
| Parc del Besòs - Estació de Sant Adrià                                                                                             |  | 24'      | 24'    | 30'      |
| 1. el temps d'espera varia entre 4' i 8' . 2. el temps d'espera varia entre 5' i 10' . 3. el temps d'espera varia entre 8' i 16' . |  |          |        |          |

## Infraestructura

### Plataforma i catenària

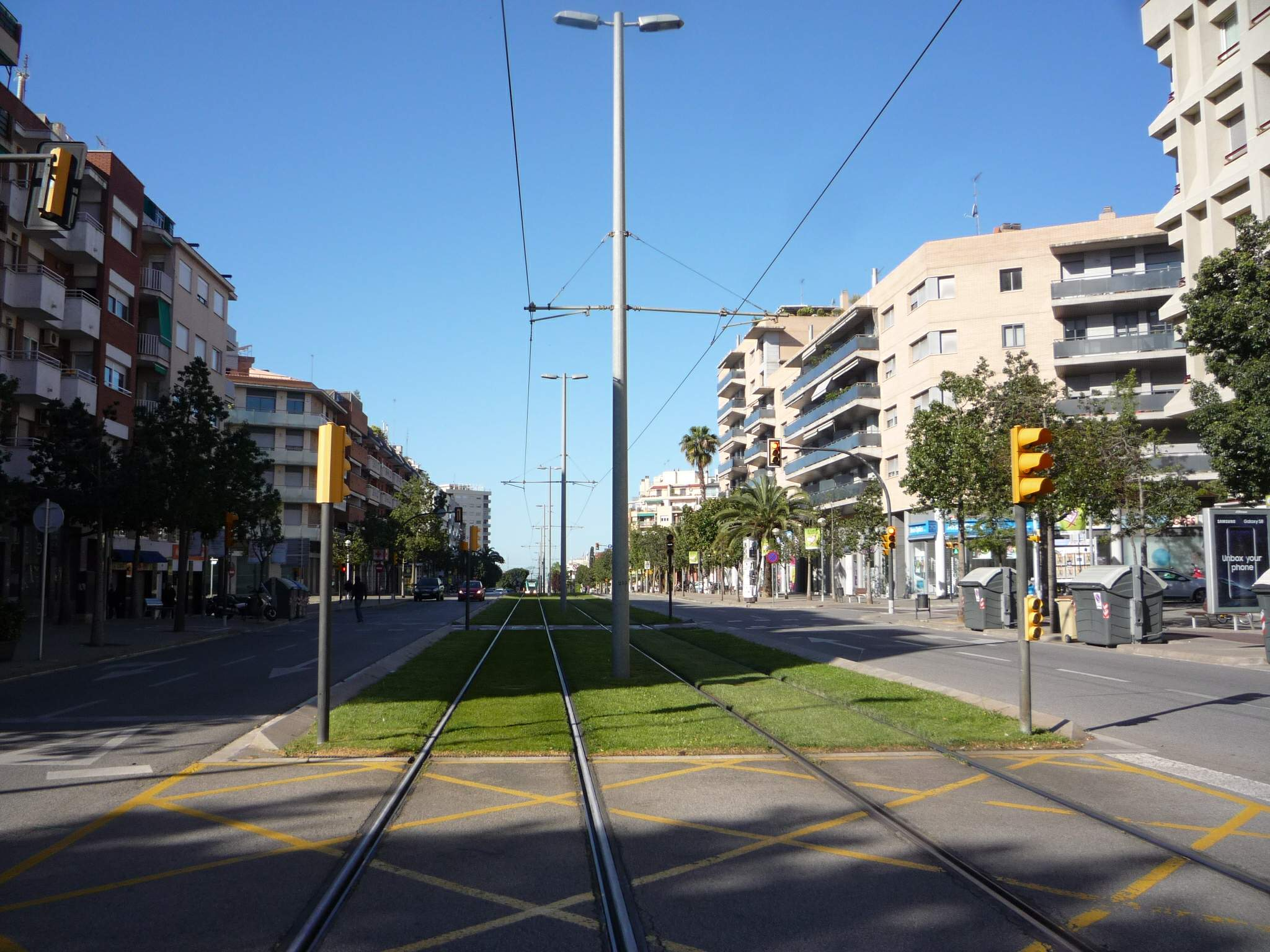
Doble via segregada de la resta de vehicles a Esplugues de Llobregat.

La distància total del traçat arriba als 29,2 km. La plataforma, en la seva majoria de doble via, està segregada de la resta de vehicles excepte a les interseccions. Les vies són d'ample estàndard o internacional (1435  mm) i estan col·locades sobre terra amb gespa i, en unes altres seccions, en asfalt.
Només hi ha 3 trams de via única: el tram de Sant Joan Despí de la línia T2 entre Bon Viatge i Llevant-les Planes, la secció de línia T3 entre Montesa i Rambla de Sant Just i, per acabar, el traçat de la Gran Via (línies T5 i T6) entre l'antiga estació de la Farinera i Can Jaumandreu, formant un coll d'ampolla al tronc central d'ambdues línies.
La catenària subministra electricitat a 750 volts, de corrent continu. S'aprofiten en la seva major part del recorregut els fanals del carrer per al seu sosteniment.

### Estacions

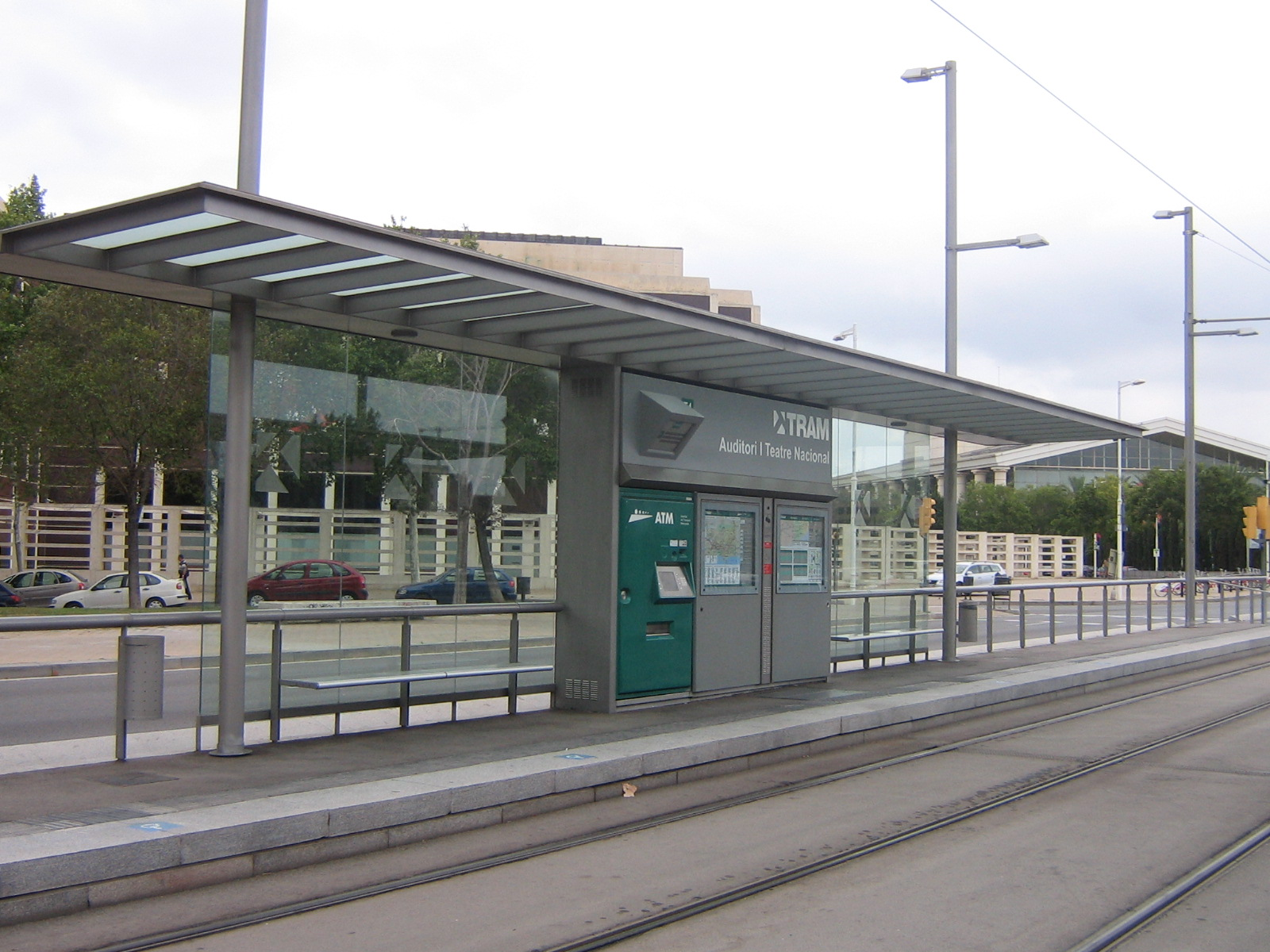
Andana lateral direcció Ciutadella de l'estacio Auditori-Teatre Nacional.

Actualment hi ha 56 estacions. Gairebé totes tenen andanes amb una llargària de 60 metres i amb una elevació de 35 centímetres.
La configuració de les andanes varia segons la secció de carrer. Hi ha 34 estacions amb 2 andanes laterals, 15 estacions tenen una sola andana en forma d'illa central mentre que 5 estacions tenen andanes laterals amb una rambla central de vianants.
Hi ha 3 excepcions: l'estació d'Ernest Lluch, de 3 vies, que té 3 andanes laterals; l'estació Glòries, també de 3 vies, dues d'elles amb andanes laterals i una amb doble andana; i l'estació de Llevant - les Planes, de via única, amb una andana lateral. Tant l'andana de la via 2 d'Ernest Lluch com l'única andana de Llevant - les Planes tenen una llargària reduïda a 30 metres.
Les parades del tramvia segueixen un disseny comú de caràcter discret, i són de vidre i materials metàl·lics. Disposen de dos accessos, un a cada extrem, totalment adaptats a persones amb mobilitat reduïda. Les marquesines han estat dissenyades per Antoni Roselló i Rafael Cáceres. Cada parada compta amb pantalla sobre el temps d'espera, un panell d'informació del recorregut i els horaris de les línies, i una màquina de venda de bitllets.

### Prioritat semafòrica

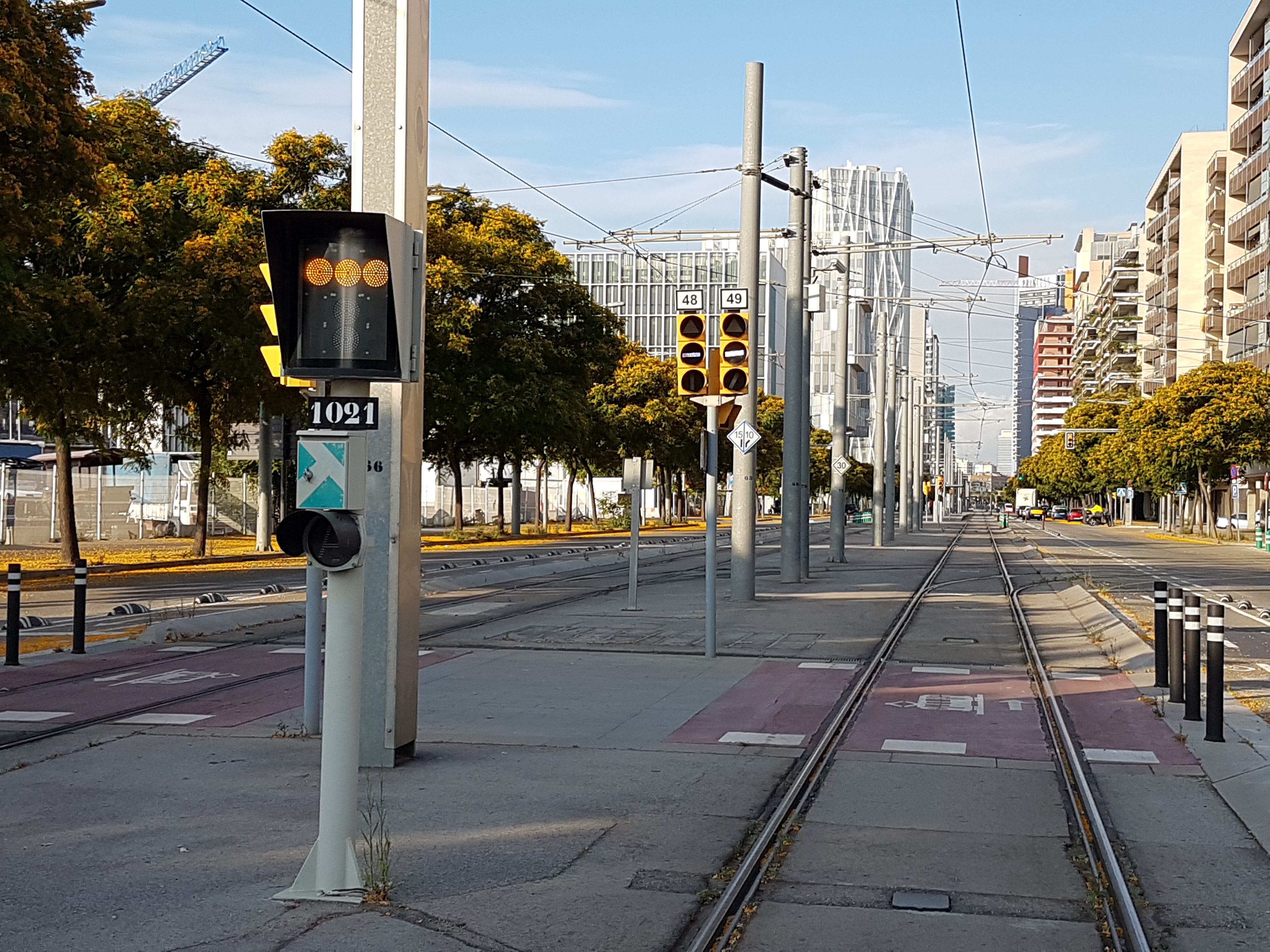
Senyalització semafòrica i de canvi de via a Sant Adrià de Besòs.

La infraestructura està dissenyada per a l'aplicació de l'ona verda al pas del tramvia, que ha de permetre que el tramvia circuli per sobre dels 20 km/h de velocitat mitjana. L'única secció en què es compleix aquesta premissa, però, és al ramal de la T3 entre Sant Feliu de Llobregat i Sant Just Desvern. El pas del tramvia per Laureà Miró a Esplugues i per la Diagonal al Poblenou registra una velocitat comercial de 18 km/h. El punt on es registra una velocitat comercial més baixa és a la Diagonal, al districte de les Corts, on la velocitat descendeix fins als 16 km/h.
La coordinació semafòrica depèn dels ajuntaments, que no han adoptat al màxim aquesta prioritat per als tramvies, tot i les peticions de l'operadora i dels usuaris per poder arribar a la velocitat comercial prevista.

### Material rodant
Actualment hi ha un total de 41 tramvies, 23 unitats del Trambaix i 18 del Trambesòs. El model utilitzat és un Citadis 302 d'Alstom, que tenen una llargària de 32 metres per 2,65 d'amplada i 3,27 d'alçada.
El 8 de gener de 2025, la primera de 3 noves unitats va arribar a les cotxeres de Sant Adrià del Besòs per cobrir la demanda generada pel perllongament entre Glòries i Verdaguer. Aquestes unitats, ja adaptades per circular amb catenària i el sistema APS, formen part de la sèrie 311 d'Alstom.
El Citadis és un model estandarditzat de l'empresa Alstom al qual es fan retocs segons les necessitats de cada explotació. Aquest sistema fa més barata la construcció i en facilita més els canvis de components.
Està compost per:
- x11: Mòdul motor amb cabina, dos per unitat.
- x21: Mòdul remolc suspès (sense bogie), dos per unitat.
- x31: Mòdul remolc amb bogie i pantògraf, un per unitat.

La seva configuració per mòduls permet adaptar-se a la demanda. Solen circular amb 5 mòduls, però es poden ampliar fins a 7 en cas que fos necessari. També poden circular en doble composició.
| Model       | Imatge | Número | Any       | Mòduls | Seients | Capacitat total |
| Citadis 302 |        | 37 4   | 2004 2011 | 5      | 68      | 218             |
| Citadis 311 |        | 3      | 2025      | 5      | 58      | 218             |

## Passatgers
El 2021 el tramvia de Barcelona va moure 20 millions de passatgers un 27% més que l'any anterior, però encara un 30% inferior als nivells anteriors a la pandèmia.
| Any  | Trambaix (viatges en milions) | Trambesòs (viatges en milions) | Total (viatges en milions) | Variació absoluta | Variació percentual |
| ---- | ----------------------------- | ------------------------------ | -------------------------- | ----------------- | ------------------- |
| 2004 | 5,8                           | 1,8                            | 7,6                        | +7,6              | -                   |
| 2005 | 10,2                          | 2,8                            | 13,0                       | +5,4              | +71,1%              |
| 2006 | 12,8                          | 4,1                            | 16,9                       | +3,9              | +29,9%              |
| 2007 | 14,3                          | 6,6                            | 20,9                       | +4,0              | +23,1%              |
| 2008 | 15,7                          | 7,5                            | 23,2                       | +2,3              | +11,1%              |
| 2009 | 16,3                          | 7,7                            | 23,9                       | +0,7              | +3,0%               |
| 2010 | 15,8                          | 8,0                            | 23,8                       | -0,1              | -0,4%               |
| 2011 | 16,1                          | 8,1                            | 24,2                       | +0,6              | +2,5%               |
| 2012 | 16,0                          | 7,7                            | 23,7                       | -0,5              | -2,1%               |
| 2013 | 16,1                          | 7,7                            | 23,8                       | +0,1              | +0,4%               |
| 2014 | 16,3                          | 8,2                            | 24,5                       | +0,7              | +2,9%               |
| 2015 | 17,0                          | 8,4                            | 25,4                       | +0,9              | +3,7%               |
| 2016 | 17,7                          | 9,1                            | 26,8                       | +1,4              | +5,5%               |
| 2017 | 18,2                          | 9,7                            | 28,0                       | +1,1              | +4,3%               |
| 2018 | 19,1                          | 10,0                           | 29,1                       | +1,1              | +4,0%               |
| 2019 | 20,2                          | 9,5                            | 29,8                       | +0,7              | +2,4%               |
| 2020 | 11,1                          | 4,9                            | 16,0                       | -13,8             | -46,2%              |
| 2021 | 14,0                          | 6,4                            | 20,4                       | +4,4              | +27,4%              |
| 2022 | 18,4                          | 8,3                            | 26,7                       | +6,3              | +31,1%              |

## Ampliacions de la xarxa
Inaugurat:

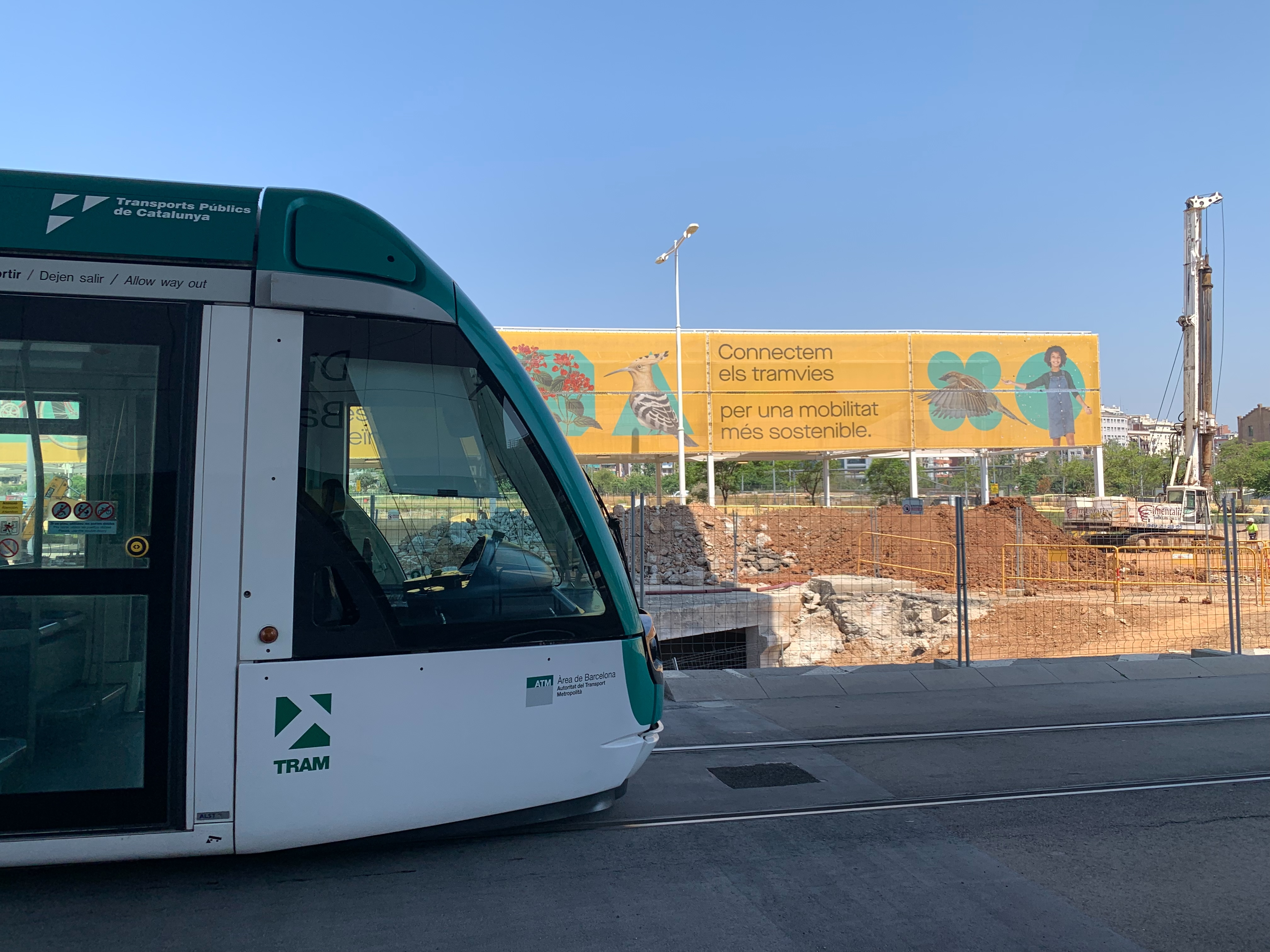
Obres a Glòries

- 9 de Novembre del 2024: Glòries - Verdaguer (per avinguda Diagonal): 1,8 km i 3 estacions

En projecte:
- Verdaguer - Francesc Macià (per avinguda Diagonal): 2 km i 3 estacions
- Pont d'Esplugues - Rambla de Sant Just (per carrer Laureà Miró): 1,1 km, 2 estacions
- Ciutadella | Vila Olímpica - Drassanes - World Trade Center (per Passeig de Colom): 3 km, 4 estacions
- Estació de Sant Adrià - Port de Badalona (per Av. d'Eduard Maristany): 1,7 km, 2 estacions
- Sant Feliu | Consell Comarcal - Molins de Rei - Quatre Camins (per carretera Reial): 6,3 km, 10 estacions

Esquema de línies amb l'execució de l'ampliació per l'Avinguda Diagonal: 
Fase 1: 
| Línia | Origen (origen actual)   | Destinació (destinació actual) |
|       | Verdaguer                | Estació de Sant Adrià          |
|       | Ciutadella/Vila Olímpica | Gorg                           |
|       | Ciutadella/Vila Olímpica | Estació de Sant Adrià          |

Fase 2 (ampliació completa): 
| Línia | Origen (origen actual)                                 | Destinació (destinació actual) |
|       | Bon Viatge(Bon Viatge)                                 | Gorg(Francesc Macià)           |
|       | Llevant - Les Planes(Llevant - Les Planes)             | Gorg(Francesc Macià)           |
|       | Sant Feliu/Consell Comarcal                            | Gorg(Francesc Macià)           |
|       | Bon Viatge (Verdaguer)                                 | Estació de Sant Adrià          |
|       | Llevant - Les Planes (Ciutadella Vila Olímpica)        | Estació de Sant Adrià(Gorg)    |
|       | Sant Feliu/Consell Comarcal (Ciutadella Vila Olímpica) | Estació de Sant Adrià          |
| T7    | Ciutadella/Vila Olímpica                               | Glòries                        |
| T8    | Ciutadella/Vila Olímpica                               | Gorg                           |

En estudi:
- Cornellà Centre - Sant Boi (per C-245)
- Port de Badalona - Estació de Badalona (per Av. d'Eduard Maristany)
- Ernest lluch - Drassanes (per carrer de Sants i Av. Paral·lel)
- Ciutadella | Vila Olímpica - Fòrum (per Av. Icària i Passeig de Calvell)
- Estació de Sant Adrià - Torribera (per ribera nord riu Besòs)
- Zona universitària - Vall d'Hebron (per carrer de González Tablas y Ronda de Dalt)
- Glòries - Sant Pau - Mundet (per carrer de Cartagena, túnel de la Rovira i  de l'estatut de Catalunya)
- Drassanes - Hospital Clínic - Francesc Macià (per avinguda Paral·lel i carrer Comte d'Urgell)
- Francesc Macià - Sarrià (per carrer del Dr. Fleming i Via Augusta)
- Plaça Catalunya - Funicular del Tibidabo (per carrer de Balmes i avinguda del Tibidabo)